# フェリペ・ブリン
フェリペ・アウグスト・マトス・ブリン（Felipe Augusto Matos Burin, 1992年2月10日 - ）は、ブラジル・サンパウロ州マリーリア出身のプロ野球選手（内野手）。現在はフリーエージェント（FA）。

## 経歴

### プロ入りとマリナーズ傘下時代
2009年5月にシアトル・マリナーズとマイナー契約を結んだ。この年は、傘下ルーキー級のベネズエラン・サマーリーグ・マリナーズで39試合に出場し、打率.203、0本塁打、9打点の成績だった。
2010年は、ベネズエラン・サマーリーグ・マリナーズで58試合に出場し、打率.335、2本塁打、22打点の成績だった。
2011年は、ベネズエラン・サマーリーグ・マリナーズで41試合に出場し、打率.381、1本塁打、38打点の成績だった。その後7月に渡米し、傘下ルーキー級のアリゾナリーグ・マリナーズで41試合に出場し、打率.319、0本塁打、22打点の成績だった。
2012年は、傘下ルーキー級のプラスキ・マリナーズで43試合に出場し、打率.214、0本塁打、17打点の成績だった。11月に第3回WBC予選のブラジル代表に選出された。12月13日にマリナーズを自由契約となった。
2013年1月7日にロサンゼルス・ドジャースとマイナー契約を結んだ。3月に第3回WBC本戦のブラジル代表に選出された。ドジャース傘下では公式戦に出場することなく、チームを退団した。
2015年、フランスのプロ野球リーグであるディヴィジオン・アンのスタッド・トゥールーザンに、ファニョニ・アラン、ルーカス・ホジョらとともに入団し1年間プレーした。
以降も2016年、2018年の南アメリカ野球選手権などでブラジル代表に選出されている。